# Suttungamjödet

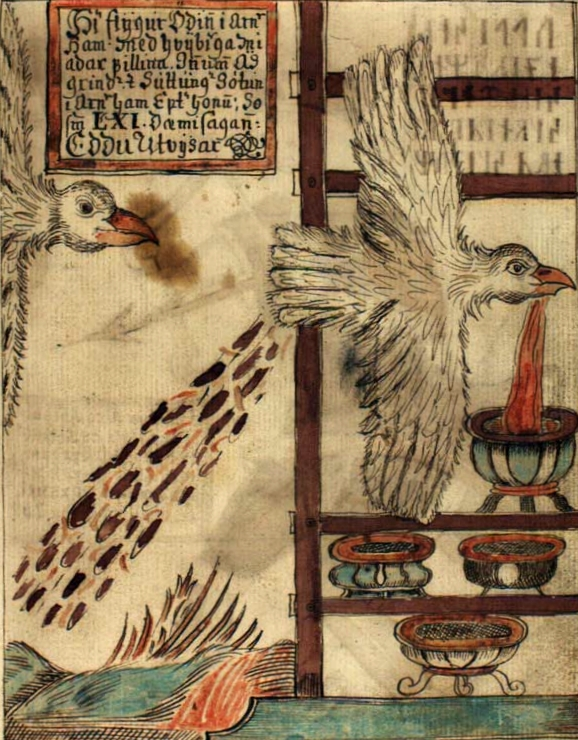
Oden tar mjödet till Valhall.

Suttungamjödet, i nordisk mytologi en dryck som ger skaldeförmåga. Suttungamjödet bryggs av dvärgarna Fjalar och Galar. Det framställer de av gudarnas spott och blod från den vise mannen Kvaser som de dödat, mjödet tas sedan av jätten Suttung som hämnd, för att Fjalar och Galar också dödat hans föräldrar.
När Oden får höra talas om skaldemjödet blir han mycket intresserad och börjar genast leta efter det. En dag kommer han till en äng där nio drängar står och slår hö. Deras arbete går långsamt eftersom de har så slöa liar. Oden slipar deras liar med sin brynsten och när drängarna märker hur mycket lättare det är att slå höet med slipade liar, vill de genast köpa brynstenen. Till slut kastar Oden upp brynstenen över dem och i desperation att få tag i den hugger drängarna av varandras huvuden med de vassa liarna. Då förvandlar Oden sig till människan Bölverk. Han går upp till gården, där jätten Bauge, Suttungs bror, sitter. Han berättar om olyckan som har skett och frågar sedan om diktarmjödet. Bauge säger att det är hans bror Suttung som äger det. Bölverk frågar honom om han kan få lite mjöd om han stannar över sommaren och utför nio mäns arbete. Bauge tycker att det låter som ett bra förslag och Bölverk börjar arbeta på gården.
Bölverk lyckas under sommaren utföra vad han lovat, men Suttung vill inte ge bort en enda droppe av mjödet. Bauge, som tycker synd om Bölverk, borrar ett hål genom bergväggen. Bölverk förvandlar sig då till en orm och slingrar sig in. Sedan förvandlar han sig tillbaka till Bölverk igen. Väl där inne träffar han Gunnlöd, som blir väldigt glad när hon får besök av en man. Han sover med henne i tre nätter och sedan är Gunnlöd så förälskad i Bölverk att hon lovar honom en klunk från varje kar. Men Bölverk dricker upp allt mjöd ifrån de tre karen och flyger iväg i sin örnhamn. Suttung, som ser örnen, förvandlar sig och följer efter. Oden flyger så snabbt han kan och när han når Idavallen, skyndar sig de andra asarna att bära ut alla kar de äger. Sen spyr Oden upp mjödet i karen, men eftersom Oden flyger i en sådan hög hastighet, rinner lite mjöd ut baktill. Asarna får mjödet – även en del människor får lite mjöd, så att de kan dikta. Mjödet kan drickas av vem som helst, men det gör ingen till en duktig diktare, dock räcker det för att kunna rimma.

## Ursprung
Sagan om Suttungamjödet finns bevarad i två huvudsakliga versioner: i den Poetiska Eddan (i delen Hávamál, Den Höges Sång), och i Snorres Edda (i delen Skaldskapens språk, isl. Skáldskaparmál). Sagan har senare "förbättrats" och finns i olika versioner, bland annat finns den berättad i volymen De Gamles Sagor – berättade för ungdom (1855) utgiven av Wilhelm Bäckman.